# Сатира в СССР
Сатира в СССР — проявления сатиры в Союзе Советских Социалистических Республик.

## Революционное и послереволюционное время
Во время революции 1917 года солдаты Красной и Белой армии сочиняли друг про друга частушки с различными остротами. Это народное творчество, авторы таких частушек неизвестны.
Эх, яблочко, куда катишься,
В ВЧК попадёшь, не воротишься!
Пароход идёт
Мимо пристани,
Будем рыбу кормить
Коммунистами!
В этот же период появляются сатирические стихи В. Маяковского в адрес буржуазии, в поддержку Советской власти. В 1924 году выходит книга Ю. Олеши «Три толстяка», высмеивающая диктаторский образ правления. В 1925 году М. Булгаков пишет острую сатиру на большевизм – «Собачье сердце» (опубликовано посмертно). В 1928 году выходит роман И. Ильфа и Е. Петрова «12 стульев», высмеивающий новое советское общество, и его продолжение-роман «Золотой телёнок» 1931 года.
Однако с усилением режима Советов цензура в стране ужесточилась. В 1926 году вышло постановление о запрете шельмования партдеятелей при помощи карикатур в газетах. И в 1928, по требованию Бухарина, за карикатуру на него арестован редактор журнала (позже шарж Бухарина на самого себя «свиная лисичка» позволил Вышинскому на политпроцессе сравнить его с «гнусной помесью свиньи и лисы»).

## Сталинский период
С приходом к власти Сталина в СССР установился режим диктатуры. Тем не менее, в устном народном творчестве рождались подобные частушки:
Едет Сталин на корове,
У коровы один рог.
«Ты куда, товарищ Сталин?»
«Раскулачивать народ»
Карикатуры на Сталина исчезают с начала 1930-х годов (и даже ранее; есть воспоминание Б. Ефимова что он отослал дружеский шарж Сталину, который вернулся с резолюцией «не печатать»).
С середины 1930-х объектами карикатур становятся деятели всё более мелкие и второстепенные, их критика всё мягче и снисходительнее. Карикатуры 20-х откровенны и злы, в карикатурах 1930-х раскованность сменяется на подобострастность.
Последовавшие репрессии 1937 года погубили множество талантливых писателей-сатириков. Подвергся репрессиям Даниил Хармс (он умрёт в отделении психиатрии больницы тюрьмы «Кресты» в 1942 году). В народном творчестве сохранилась своя реакция на эти события:
У лукоморья дуб срубили,
Златую цепь в торгсин снесли,
Кота в котлеты изрубили,
Русалку паспорта лишили,
А лешего сослали в Соловки
Объявляется всесоюзный конкурс на лучший политический анекдот. 
Оглашены премии: первое место — 15 лет, второе место — 10 лет, третье место — 5 лет.
Интересно, что Михаил Булгаков, писавший фельетоны, в которых чувствуется насмешка в адрес советской власти, избежал репрессий, но при жизни часть его работ были отобраны органами НКВД, а некоторые произведения, такие как сатирическая повесть «Собачье сердце» были опубликованы лишь посмертно. «Это острый памфлет на действительность, это печатать нельзя» — сказал Луначарский, тогдашний министр просвещения, про «Собачье сердце».
С началом Великой Отечественной войны советское творческое общество объединилось в направлении высмеивания фашизма и поддержки духа Красной Армии. Необходимость мобилизовать вооружённые силы и население для ведения тяжёлой войны, а также воздействовать на вражескую армию и население занятых вражеских территорий вылилась в расцвет в воюющих странах различных пропагандистских технологий, которые стали неотъемлемой частью самой войны. В ход пошли плакаты, звукозаписи, радиопрограммы, прямые пропагандистские аудиотрансляции на вражеские окопы.
Образуется творческое объединение художников Кукрыниксы, которые рисуют и острыми стихами подписывают карикатуры. Самуил Маршак пишет сатирические стихи в адрес фашизма.
Сатира слышалась также и в адрес руководства СССР. Так, например появились такие анекдоты:
Сталин вызывает Жукова.
— Слушайте внимательно, товарищ Жуков. Если немцы возьмут Ленинград — расстреляю. Возьмут Москву — расстреляю. Возьмут Сталинград — расстреляю.
На банкете в честь Дня Победы Сталин говорит: Я поднимаю тост за маршала Жукова. Во-первых, он хороший полководец, и, во-вторых, он понимает шутки…
В Германии. Поезд приходит минута в минуту. Иностранец на это удивляется, но ему отвечают: «А что вы хотели — ведь война!»
В СССР поезд пришел с опозданием на сутки. Пассажиры ругаются, а им говорят: «А что вы хотели — ведь война!»

## Оттепель
В период Хрущёва нажим государства на население ненадолго спадает, начинается так называемая «оттепель». В 1961 году на экраны выходит телепередача «КВН», в которой, кроме юмора, присутствовали элементы сатиры. В 1964 году выходит фильм «Добро пожаловать, или Посторонним вход воспрещён», высмеивающий многие недостатки хрущевского времени.
В 1962 на экраны выходит сатирический киножурнал «Фитиль». В 1972 году выходит сатирический фильм «Необыкновенный концерт».
В адрес Хрущёва, любившего произносить длинные, путаные речи, появился анекдот:
— Можно ли завернуть слона в газету? 
— Можно, если в ней напечатана речь Хрущёва.
Лозунг тех времён «Догнать и перегнать» породил соответствующий отклик:

Хрущёв выступает на Кировском заводе:

— Мы, товарищи, скоро не только догоним, но и перегоним Америку!

Голос из толпы:

— Догнать Америку мы, Никита Сергеевич, согласны. Только перегонять бы не надо.

— А почему?

— Так голый зад же будет видно!
Журналы «Крокодил» и «Перець» на Украине являются официальными  специализированными органами советской печати в области сатиры и критики (хотя аналогичные материалы с фельетонами и критическим заметками на тему «трудностей построения социализма» регулярно публикуются и в прочих газетах и журналах, например, в «Юности», аналогичные журналы существовали и в республиканской печати).
В «Крокодиле» высмеиваются различные «негативные элементы в жизни советского общества» — пьяницы, тунеядцы, временные трудности в снабжении и сфере услуг, бюрократизм и бесхозяйственность, шабашники, несуны, также стиляги, хиппи и прочие «элементы, подрывающие светлый образ строителя коммунизма». Едко высмеивались «частнособственнические тенденции» у советских людей — дача, приусадебный участок и т. п.
Особой мишенью служит «загнивающий Запад» с его «акулами капитализма», «происками мирового империализма», «вашингтонскими «ястребами» и т. п.

## Застой
С приходом Брежнева свобода слова стала более подавленной, но стиль руководства, кадровый застой и любовь к показу родили множество сатирических произведений, как авторских, так и народных. Хотя уровень жизни повысился, большая часть населения живёт небогато, и появившееся «армянское радио» рождает подобные сарказмы:
— Что такое чёрная икра? 
— Вкусный и питательный продукт, которым народ питается устами своих руководителей.
Известно, что Брежнев любил ордена и медали (одних только звезд Героя у него было пять). В насмешку над этим появляется такой анекдот:
В Москве произошло землетрясение — со стула упал пиджак Брежнева с медалями
Появились невозвращенцы (например, когда Большой театр начал выезжать на гастроли в США и оставлять там некоторое количество солистов, не пожелавших возвращаться), тут же появился анекдот:

Уезжает Большой театр — возвращается Малый, уезжает Малый — возвращается Камерный, уезжает Камерный — возвращается Театр одного актёра, уезжает Театр одного актёра — возвращается Театр теней.
Реалии брежневского СССР сатирически описаны в самиздатской и тамиздатской литературе многих писателей-диссидентов («Москва 2042» В. Войновича, «Маскировка» Ю. Алешковского и др.).

в этой книге <Алиса в стране чудес> …мы вычитали свободу в нашей несвободной стране начала 70-х годов прошлого века. (…) На дворе 1973 год — самый разгар застоя. На каждом шагу — портреты дорогого Леонида Ильича Брежнева и лозунги, изо всех сил утверждающие, что народ и партия едины. Радио и единственный канал Центрального телевидения сутки напролет убеждают нас, что Ленин и теперь живее всех живых. Абсурд официальной идеологии был фантасмагоричным. Распространенная шутка в то время: «То, что происходит в действительности, — совсем не то, что происходит на самом деле». Неслучайно страну нашу с легкой руки Окуджавы мы все называли тогда «страной чудес»: ведь мы так резко отличались от всего остального разумного мира и очень гордились этим (по официальной версии, разумеется).— Е. Лозинская «Владимир Высоцкий в стране чудес»

Приехал Брежнев с визитом в Грузию. Идёт по грузинскому селу и видит, что ему навстречу грузин несёт барана.

— Генацвале, а продай барана!

— Выбирай! (Протягивает барана).

— Да чего же выбирать, у тебя же всего один баран.

— Ты же у нас тоже один, а вот мы тебя выбираем.

— При Ленине было как (в метро) туннеле: кругом тьма, впереди свет.

— При Сталине — как в автобусе (трамвае): один ведёт, половина сидит, (половина стоит навытяжку) остальные трясутся (как в сказке — чем дальше, тем страшнее).

— При Хрущёве — как в цирке (самолете): один (ведет) говорит, все смеются (всех тошнит).

— При Брежневе — как в кино (в такси): все ждут конца сеанса (чем дальше, тем дороже)

(Либо сравнивается разный транспорт. В другом варианте — различные литературные жанры)

Сатира на современность, скрытые нападки на официальные догмы, ирония и гротеск присутствуют в научной фантастике последних десятилетий советского времени. Так, в повестях Стругацких «Улитка на склоне», «Второе нашествие марсиан», «Гадкие лебеди», романе «Град обреченный» ощутима социально-критическая направленность (сочетающаяся с философичностью и признаками притчи): в них затронуты темы взаимоотношений интеллигенции и власти, свободы творчества в условиях диктатуры, губительной для общества бюрократии и др.

## Перестройка
В середине 1980-х, с приходом Горбачёва началась «перестройка» с её демократизацией, гласностью и ускорением. Люди по-своему отреагировали на новые лозунги, принципы и резко усилившийся тогда в ходе реформ дефицит:
— Чем отличается демократия от демократизации?
— Тем же, чем и канал от канализации!
В магазине:
— Вы можете завернуть колбасу?
— Да, могу, — давайте колбасу, заверну.
Гласность открыла шлюзы для широкого выхода сатирических материалов в советских СМИ. Критиковать «отдельные недостатки» с экранов может уже не только Райкин — широчайшую популярность, уже с широких экранов, получает как Жванецкий, так и ряд других, молодых и острых, писателей-сатириков, таких как Михаил Задорнов. Острой сатирической направленностью, по поводу реалий «советского образа жизни», отличались тогда многие выступления возрождённого КВН.
Официальным рупором сатиры на телеэкране являлся «Прожектор перестройки», в 1991 году программа «Оба-на!» прославилась своим актуальным сюжетом под названием «Похороны еды».
В 1991 году СССР распался. Отношение к СССР и социализму в целом можно охарактеризовать таким народным анекдотом:
Парадоксы социализма:
1. Нет безработицы, но никто не работает;
2. Никто не работает — а план выполняется;
3. План выполняется — а в магазинах ничего нет;
4. В магазинах ничего нет — а в холодильниках всё есть;
5. В холодильниках всё есть — а все недовольны;
6. Все недовольны — но все голосуют «За».